# Electroputere

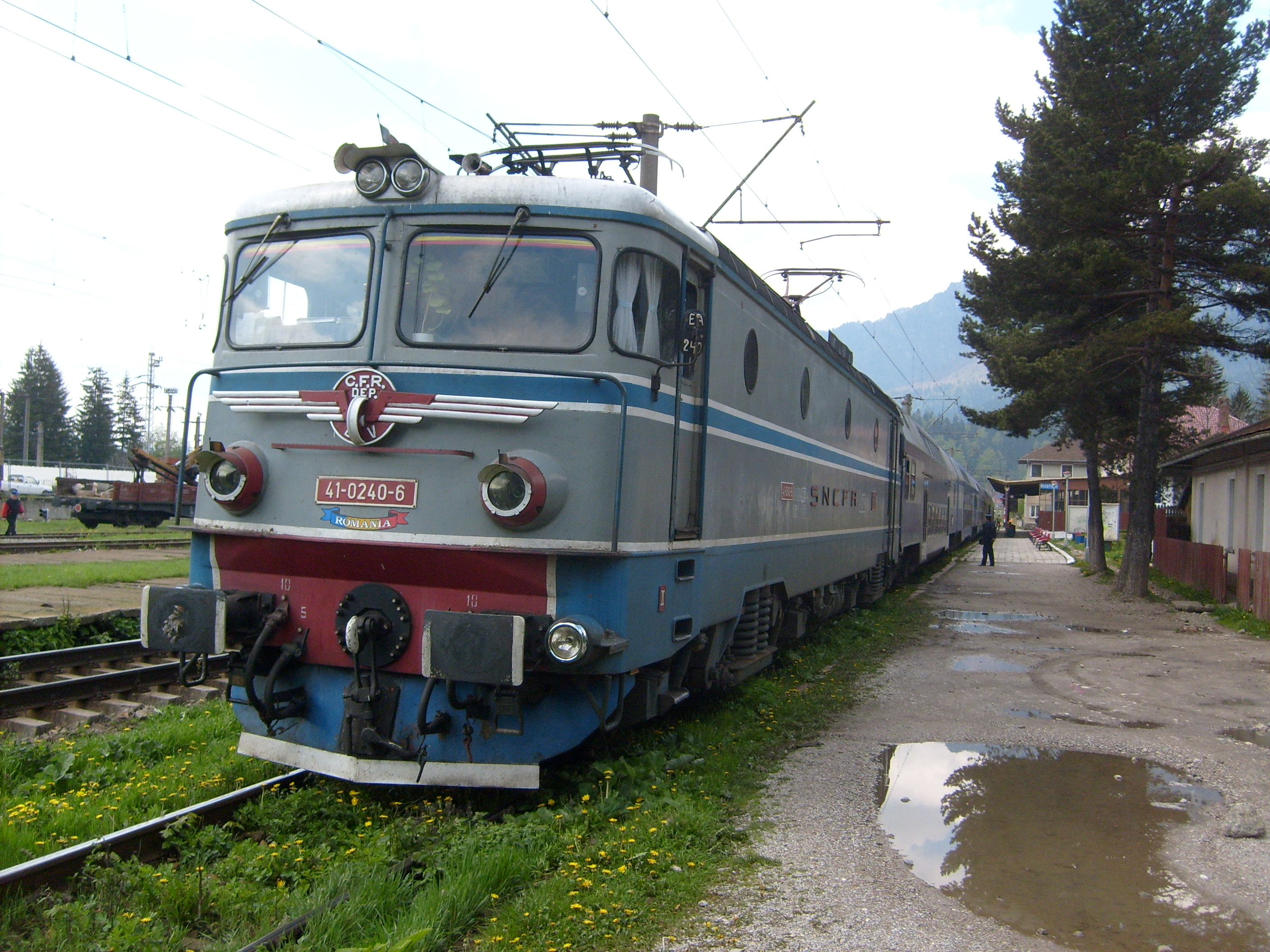
Locomotiva elettrica 5100 kW CFR classe 41 utilizzate attualmente dalle ferrovie rumene

Electroputere S.A. è una società con sede a Craiova. Fondata nel 1949, è una delle più grandi aziende industriali in Romania. Ha prodotto più di 2.400 locomotive diesel e 1.050 locomotive elettriche per le ferrovie rumene, bulgare, cinesi e polacche, producendo inoltre altri veicoli urbani e attrezzature complesse

## Prodotti
Electroputere è attualmente produttore di:
- Parti elettriche industriali - interruttori automatici, trasformatori, ecc.
- Motori elettrici industriali e convertitori
- Trasformatori di potenza per impieghi gravosi
- Veicoli ferroviari e urbani.

L'azienda dispone anche di divisioni specializzate in:
- Forgiatura e stampaggio metalli
- Riparazione di attrezzature
- Modernizzazione degli strumenti.

## Locomotive elettriche e diesel-elettriche

### Esportazione

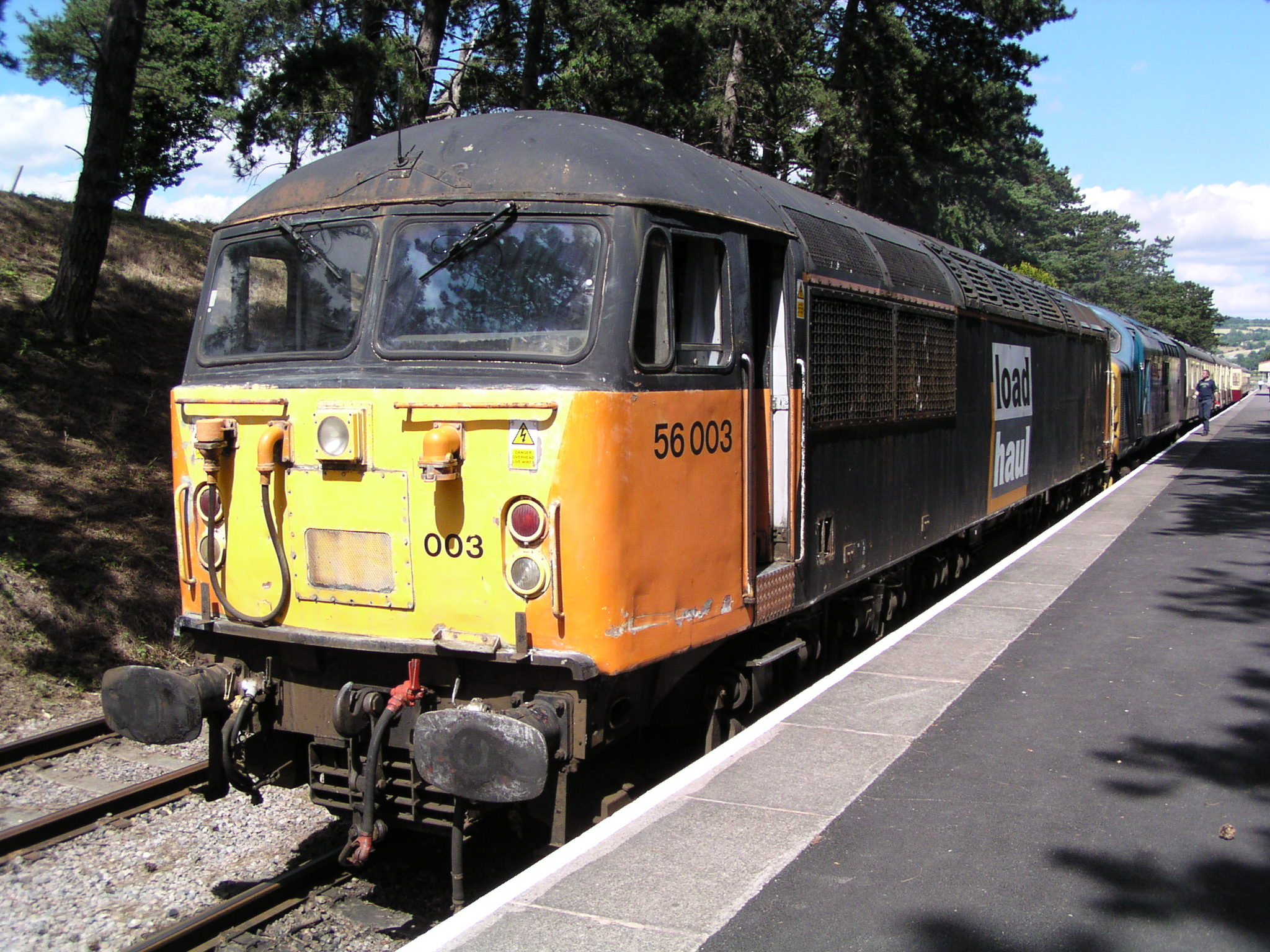
Le locomotive Class 56 della British Rail sono state costruite da Electroputere e British Rail Engineering Limited

Un totale di 1.105 locomotive furono consegnate tra il 1972-1991 alle compagnie ferroviarie nei seguenti paesi:
- Bulgaria
- Cina
- Grecia
- Iran
- Polonia
- Gran Bretagna
- Jugoslavia

Tra i suoi prodotti più ordinati all'estero erano le locomotive Class 56 per la British Rail. Le 30 locomotive sono state esternalizzate a Electroputere poiché Brush Traction non poteva costruirle nel proprio stabilimento; tuttavia, al loro arrivo nel Regno Unito, le macchine sono state ritenute inadatte all'uso, in quanto lo standard di costruzione è stato considerato scadente, dovendo essere ritirate e ricostruite (tuttavia sono state ritenute perfettamente funzionanti da parte degli equipaggi rumeni che le hanno testate.
Rilevata nel 2007 al 86.28% dal gruppo industriale saudita Al-Arrab Contracting Company Limited ad un valore di mercato di 47 milioni di euro, nel 2013 ha segnato 381 milioni di lei (95,4 milioni di euro) di perdite e l'esubero di 1.700 dei 2.500 dipendenti.